# Cantel
Cantel est une ville du Guatemala, située dans le département de Quetzaltenango.